# کرک جونز
کرک جونز (به انگلیسی: Kirk Jones) (زادهٔ ۳۱ اکتبر ۱۹۶۴) فیلم‌نامه‌نویس و کارگردان اهل بریتانیا است. از فیلم‌های او می‌توان به وقتی حامله هستی باید منتظر چه چیزی باشی اشاره کرد.